# Марко Добројевић
Марко Добројевић био је трговац и добротвор из Босанске Крупе.

## Биографија
Марко Добројевић се родио почетком божићног поста 1844. године у селу Калатина. Родитељи су му били Коста и Јока.
Након очеве смрти се бавио пекарским занатом заједно са браћом у Кулен Вакуфу све до 1858. Током Дољанске буне Марко се са браћом доселио у Бихаћ, гдје су поновили у пекари, након чега се сле у Босанку Крупу, гдје се поново баве истим занатом.
Марко се осамостаљује и заједно са Ристом Ковачевићем 1868. године добија кредит у Трсту. Жени се 1873. Аном Куљанин из Осјека код Сарајева. До Невесињске пушке 1875. стекао је иметек од 12.000 форинти. Годину дана прије буне закупио је десетину од османске владе за 100.000 гроша. Због буне жито није продао и тада му пропаде готово сав уложени капитал.
Године 1876. Марко са осалим народом пребјеже у Аустроугарске, тачније у Корјеницу. Двије године касније када се народ почео враћати, па се и Марко врати и настани у Бихаћу, са собом доневши 1.500 форинти. У прољеће 1879. године сели се поново у Крупу и поче опет трговати. Посао му је добро ишао, па је за кратко вријеме отплатио све дугове.
Крајем 19. вијека Марко Добројевић је био један од најбогатијих трговаца у Босанској Крајини. Увидјевши да се црвено-школске радње у Крупи слабо развијају, Марко је својим иметком направио једну кућу коју је поклонио српској школи. Године 1895. постао је предсједник црвене општине, а на његову иницијати оснива се школски фонд. Фонд је износио око 40.000 форинти, док је Марков удио у фонду више од 30.000 форинти. Марко је основао и фонд за двоје ученика на вишим школама. Поред финансијске подршке, српској православној општини у Бихаћу је даровао некретнине у Цазину.